# من… لولیتا
«من...لولیتا» (به فرانسوی: Moi... Lolita) تک‌آهنگی از هنرمند اهل فرانسه آلیزه ژاکوته است که در سال ۲۰۰۰ میلادی منتشر شد.